# Afewerq Gebre-lyesus
Afewerq Gebre-lyesus (1868 - 1947) foi um escritor etíope, considerado o primeiro novelista do país.

## Vida
Gebre-lyesus estudou na escola da Igreja, e na juventude foi enviado à Itália para estudar pintura. De volta na etiópia, ele se esforçou para conseguir novamente o apoio para estudar fora, que conquistou em 1894, passando até 1922 na Itália e na Eritréia. Escreveu uma gramática de amárico, e ensinou a língua aos italianos. Retornando à etiópia, assumiu cargos no governo na área do comércio e também no judiciário. Diante da invasão fascista da Etiópia, Afewerq decidiu se juntar com os estrangeiros. Com a vitória e liberação etíope em 1941, ele terminou preso, e logo depois desapareceu.

## Bilbiografia
- Gikandi, Simon, ed. (2003). Encyclopedia of African literature [Enciclopédia da literatura Africana]. [S.l.]: Routledge